# Odprto prvenstvo ZDA 2023
Odprto prvenstvo ZDA 2023 je teniški turnir za Grand Slam, ki je med 28. avgustom in 10. septembrom 2023 potekal v New Yorku.

## Moški posamično
- Novak Đoković :  Daniil Medvedjev, 6–3, 7–6(7–5), 6–3

## Ženske posamično
- Coco Gauff :  Arina Sabalenka, 2–6, 6–3, 6–2

## Moške dvojice
- Rajeev Ram /  Joe Salisbury :  Rohan Bopanna /  Matthew Ebden, 2–6, 6–3, 6–4

## Ženske dvojice
- Gabriela Dabrowski /  Erin Routliffe :  Laura Siegemund /  Vera Zvonarjova, 7–6(11–9), 6–3

## Mešane dvojice
- Ana Danilina /  Harri Heliövaara :  Jessica Pegula /  Austin Krajicek, 6–3, 6–4